# Hegesippos
Svatý Hegesippos, řecky Ἅγιος Ἡγήσιππος (asi 110 – 7. dubna 180) byl křesťanský kronikář rané církve.

## Život
Data narození a úmrtí Hegesippa jsou nejistá a vymezují se Eusebiovým výrokem o tom, že se smrt Antinoa (130) udála za Hegesippova života, že přišel do Říma před papežem sv. Anicetem a psal v čase pontifikátu papeže sv. Eleuthera (biskup římský v letech 174–189). Hegesippos cestoval přes Korint do Říma, přitom zaznamenával tehdy ještě neustálené učení v jednotlivých církvích, které cestou navštívil, a zjišťoval jejich jednotu s Římem, jak můžeme soudit podle tohoto úryvku:
„…Korintská církev setrvávala v pravé víře až do Prima, biskupa v tomto městě. S tímto jsem se přátelsky stýkal, když jsem se plavil do Říma. I s Korintskými jsem se stýkal po mnoho dní a radovali jsme se, že zachováváme pravou víru. Když jsem přišel do Říma, setrval jsem tam až do doby Aniceta, jehož jáhnem byl Eleutherus. Po smrti Aniceta pak nastoupil Soter a po něm Eleutherus. Při ustanovování nástupce biskupa v každém městě se postupuje tak jak to nařizují Zákon, Proroci a Pán…“

## Dílo
Psal především proti herezím gnosticismu a markionismu. Hegesippova práce je nyní zcela ztracena. Zachováno je jen 8 pasáží popisujících historii církve, citované Eusebiem, který uvádí, že Hegesippos napsal Hypomnémata (řecky Ὑπομνήματα), „Paměti“ nebo také „Memoranda“, skládajících se z 5 knih o apoštolských kázání. Prostřednictvím Eusebia znal Hegesippa také Jeroným, který zaznamenal, že Hegesippos „psal historii všech církevních událostí od umučení až po svou vlastní dobu… v pěti svazcích“, což by z Hypomnémat udělalo církevní dějiny. Hegesippos se odvolával zejména na tradici zakotvenou v nauce, která byla předávána skrze posloupnost biskupů, čímž Eusebiovi poskytl informace o prvních biskupech, které by jinak byly ztraceny.
Eusebios dále zaznamenal, že Hegesippos konvertoval z judaismu a byl vzdělaný v semitských jazycích. Dobře se orientoval v ústní tradici a zvycích Židů, znal apokryfní Evangelium Židů a syrské evangelium Pešity. Eusebiovy slabé osobní znalosti židovských zvyků, hebrejštiny a aramejštiny, byly ale nedostatečné, aby mohl hodnotit Hegesippa jako důvěryhodného zdroje.
Je pravděpodobné, že si Eusebius od Hegesippa vypůjčil jeho seznam raných jeruzalémských biskupů. Existují hypotézy, že stopy seznamu papežů u Epifana ze Salamíny, mohou být také odvozené od Hegesippa, když tento spisovatel ze 4. století zmínil: „Marcellina k nám přišla později a zničila mnoho, za dnů Aniceta, Římského biskupa.“, a potom odkazuje na „výše uvedený přehled“, ačkoli žádný nedodal.
 Zřejmě citoval nějakého spisovatele, který byl v Římě v čase Aniceta a vytvořil seznam papežů. Seznam, který se s Epifanem zajímavě shoduje v tom, že je rozšířen pouze jen k Anicetovi, se nachází v básni Pseudo-Tertulliana proti Markiónovi. Epifanes zřejmě zaměnil Markióna za Marcellinu. Stejný seznam je základem starší části Catalogu Liberianu, bezpochyby převzatého od Hippolyta. Co se týče podobnosti mezi listy Irenea, Iulia Africana a Eusebia, nelze předpokládat, že pocházejí ze ztraceného Hegesippova seznamu, protože jeho jméno zmínil pouze Eusebius.
Eusebius citoval z Hegesippovy páté a poslední knihy zprávu o smrti Jakuba Spravedlivého, „bratra Páně“, kterému dal nejasný řecký přídomek „Oblias“, pravděpodobně nějaké semitské jméno v řeckém překladu. Robert Eisenman to přeložil jako „Ochránce lidí“, což bylo v hebrejštině jinak „Zaddikim“. Také přepsal z Hegesippa příběh volby svého nástupce Simeona a svolání potomků apoštola Judy Tadeáše do Říma císařem Domiciánem.
Seznam herezí, proti nimž Hegesippos vystupoval, Eusebios zachoval také. Všechny tyto pasáže citované Eusebiem, byly zaznamenány již v originále jeho díla, a pocházely z páté Hegesippovy knihy. Je pravděpodobné, že tvrzení, že apoštol Jan byl vykázán na Patmos Domiciánem, našel Eusebius také v Hegesippovi. Hegesippus zmínil dopis papeže Klementa Korinťanům, zřejmě ve spojení s Domiciánem nařízeným pronásledováním křesťanů. Je velmi pravděpodobné, že datování herezí podle papežské vlády v Ireneovi a Epifanovi – např. že Markiónovi žáci Cerdon a Valentínos přišli do Říma před Anicetem – bylo odvozeno od Hegesippa, a stejně tak může být pravda i tvrzení, že Hermas, autor spisu Hermův Pastýř, byl bratr papeže Pia (jak to uvádějí báseň proti Markiónovi, Catalogus Liberianus a tzv. fragment Muratoriho).
Hegesippova práce mohla být stále ještě dochována v šestnáctém a sedmnáctém století ve třech východních knihovnách.